# Тешица
Тешица је насеље у Србији у општини Алексинац у Нишавском округу. Према попису из 2022. било је 1441 становника (према попису из 1991. било је 2050 становника).
Указом Краља од 21. марта 1926. године насеље је добило статус варошице.

## Демографија
У насељу Тешица живи 1546 пунолетних становника, а просечна старост становништва износи 43,4 година (43,3 код мушкараца и 43,6 код жена). У насељу има 540 домаћинстава, а просечан број чланова по домаћинству је 3,06.
Ово насеље је скоро у потпуности насељено Србима (према попису из 2002. године), а у последња три пописа, примећен је пад у броју становника.
|  |

| Демографија | Демографија | Демографија |
| Година      | Становника  | Становника  |
| ----------- | ----------- | ----------- |
| 1948.       | 1.882       |             |
| 1953.       | 1.879       |             |
| 1961.       | 2.040       |             |
| 1971.       | 2.178       |             |
| 1981.       | 2.209       |             |
| 1991.       | 2.050       | 1.973       |
| 2002.       | 1.888       | 1.985       |

| Етнички састав према попису из 2002.‍ | Етнички састав према попису из 2002.‍ | Етнички састав према попису из 2002.‍ | Етнички састав према попису из 2002.‍ | Етнички састав према попису из 2002.‍ |
| ------------------------------------ | ------------------------------------ | ------------------------------------ | ------------------------------------ | ------------------------------------ |
|                                      |                                      |                                      |                                      |                                      |
| Срби                                 | Срби                                 |                                      | 1.838                                | 97,35%                               |
| Роми                                 | Роми                                 |                                      | 34                                   | 1,80%                                |
| Румуни                               | Румуни                               |                                      | 4                                    | 0,21%                                |
| Хрвати                               | Хрвати                               |                                      | 3                                    | 0,15%                                |
| Словенци                             | Словенци                             |                                      | 1                                    | 0,05%                                |
| Руси                                 | Руси                                 |                                      | 1                                    | 0,05%                                |
| Муслимани                            | Муслимани                            |                                      | 1                                    | 0,05%                                |
| Мађари                               | Мађари                               |                                      | 1                                    | 0,05%                                |
| Македонци                            | Македонци                            |                                      | 1                                    | 0,05%                                |
| Бугари                               | Бугари                               |                                      | 1                                    | 0,05%                                |
| непознато                            | непознато                            |                                      | 0                                    | 0,0%                                 |

| Година пописа     | 1948. | 1953. | 1961. | 1971. | 1981. | 1991. | 2002. |
| ----------------- | ----- | ----- | ----- | ----- | ----- | ----- | ----- |
| Број домаћинстава | 435   | 443   | 499   | 558   | 561   | 527   | 540   |

| Број чланова      | 1   | 2   | 3  | 4  | 5  | 6  | 7  | 8 | 9 | 10 и више | Просек |
| ----------------- | --- | --- | -- | -- | -- | -- | -- | - | - | --------- | ------ |
| Број домаћинстава | 114 | 141 | 79 | 94 | 57 | 40 | 10 | 2 | 0 | 3         | 3,06   |

| Пол    | Укупно | Неожењен/Неудата | Ожењен/Удата | Удовац/Удовица | Разведен/Разведена | Непознато |
| ------ | ------ | ---------------- | ------------ | -------------- | ------------------ | --------- |
| Мушки  | 796    | 237              | 450          | 68             | 41                 | 0         |
| Женски | 810    | 155              | 448          | 154            | 52                 | 1         |
| УКУПНО | 1.606  | 392              | 898          | 222            | 93                 | 1         |

| Пол    | Укупно                    | Пољопривреда, лов и шумарство | Рибарство                            | Вађење руде и камена | Прерађивачка индустрија       |
| ------ | ------------------------- | ----------------------------- | ------------------------------------ | -------------------- | ----------------------------- |
| Мушки  | 263                       | 51                            | 0                                    | 2                    | 48                            |
| Женски | 115                       | 28                            | 0                                    | 0                    | 22                            |
| УКУПНО | 378                       | 79                            | 0                                    | 2                    | 70                            |
| Пол    | Производња и снабдевање   | Грађевинарство                | Трговина                             | Хотели и ресторани   | Саобраћај, складиштење и везе |
| Мушки  | 5                         | 44                            | 24                                   | 1                    | 35                            |
| Женски | 0                         | 1                             | 17                                   | 2                    | 1                             |
| УКУПНО | 5                         | 45                            | 41                                   | 3                    | 36                            |
| Пол    | Финансијско посредовање   | Некретнине                    | Државна управа и одбрана             | Образовање           | Здравствени и социјални рад   |
| Мушки  | 0                         | 6                             | 10                                   | 9                    | 17                            |
| Женски | 0                         | 1                             | 0                                    | 4                    | 35                            |
| УКУПНО | 0                         | 7                             | 10                                   | 13                   | 52                            |
| Пол    | Остале услужне активности | Приватна домаћинства          | Екстериторијалне организације и тела | Непознато            | Непознато                     |
| Мушки  | 6                         | 0                             | 0                                    | 5                    | 5                             |
| Женски | 1                         | 0                             | 0                                    | 3                    | 3                             |
| УКУПНО | 7                         | 0                             | 0                                    | 8                    | 8                             |

## Споменици културе

### Црква Успења Пресвете Богородице
Црква Успења пресвете Богородице је подигнута у време јереја Стојана Поповића 1839. године. Освећена је на Велики четвртак исте године од стране игумана манастира Светог Романа у Ђунису, архимандрита Саве Петровића. Поред саме Цркве налази се и парохијски дом, као независна целина.

### Споменик борцима НОБ-а
Споменик борцима Народно-ослободилачке борбе се налази у центру села, посвећен палим борцима у Другом светском рату. Сам споменик налази се на тргу око која је путна инфраструктура, тако да је лако уочљив. На самом постулату налази се велика фигура војника са подигнутом пушком, која представља отпор и борбу током Другог светског рада која се одвијала на овим просторима. На самом споменику налазе имена и презимена особа које су своје животе дали током ових борби. Сам постулат, где се налазе и мермерне плоче, беле је боје. Споменик се редовно одржава.

## Галерија
- Споменик палим борцима у НОБ-у